# Stazione di None
La stazione di None è una stazione ferroviaria per passeggeri posta sulla linea Ferrovia Torino-Pinerolo a servizio dell'omonimo comune e del vicino Piobesi Torinese.

## Storia
La stazione di None entrò in servizio come semplice fermata all'attivazione della linea ferrovia Torino-Pinerolo, il 5 luglio 1854.
Il 20 giugno 1909 venne innalzata al rango di stazione ferroviaria, con l'attivazione di un binario di raddoppio e di uno scalo merci.

## Strutture e impianti
La stazione dispone di un fabbricato viaggiatori sviluppato su due piani. La sua pianta presenta una forma rettangolare con, sulla facciata lato strada, portico per il piano terreno sorretto da quattro colonne cilindriche in mattoni a vista. Al di sotto di quest'ultimo si trovano gli ingressi ai locali posti al piano terra, ovvero alla sala d'attesa, al dirigente movimento e al bar, oltre che alcuni servizi ai viaggiatori, quali un monitor per le partenze ed una biglietteria automatica. Questi ultimi due servizi, al 2019 risultano spenti e non più in funzione. Il primo piano ospitava un appartamento indipendente per il capostazione e non risulta accessibile all'utenza.
Accanto al FV sono presenti due ulteriori strutture: l'edificio dei servizi igienici e un magazzino merci. La struttura che ospitava i servizi igienici è a pianta rettangolare e sviluppata su un solo piano; sulla parete lato binari è ospitato un pannello informativo contenente gli orari in versione cartacea. L'edificio merci consiste invece in uno stabile a pianta rettangolare, con facciata a capanna e con il tetto in parte estruso, al fine di fungere da riparo per il piano caricatore. La struttura, al tempo dell'utilizzo, risultava servita da un apposito binario tronco che, al 2019, risulta in disuso.
La stazione dispone di tre binari dedicati al traffico passeggeri e possiede inoltre un fascio di binari tronchi utilizzati per vagoni merci ed alcuni raccordi per un'adiacente industria, ma questi non sono più attivi.

## Movimento
La stazione è servita quotidianamente da 22 coppie di treni della linea SFM2 del servizio ferroviario metropolitano di Torino, nell'ambito del contratto di servizio stipulato con Regione Piemonte. Sino al 2012 effettuavano fermata anche alcuni convogli diretti a Torre Pellice, linea sospesa all'esercizio dal 17 giugno di tale anno.

## Servizi
La stazione, che RFI classifica nella categoria "Bronze", dispone dei seguenti servizi:
- Biglietteria automatica
- Sala d'attesa
- Servizi igienici

## Interscambi
Presso la stazione sono attuati i seguenti interscambi:
- Fermata autobus